# Anatol Gosiewski

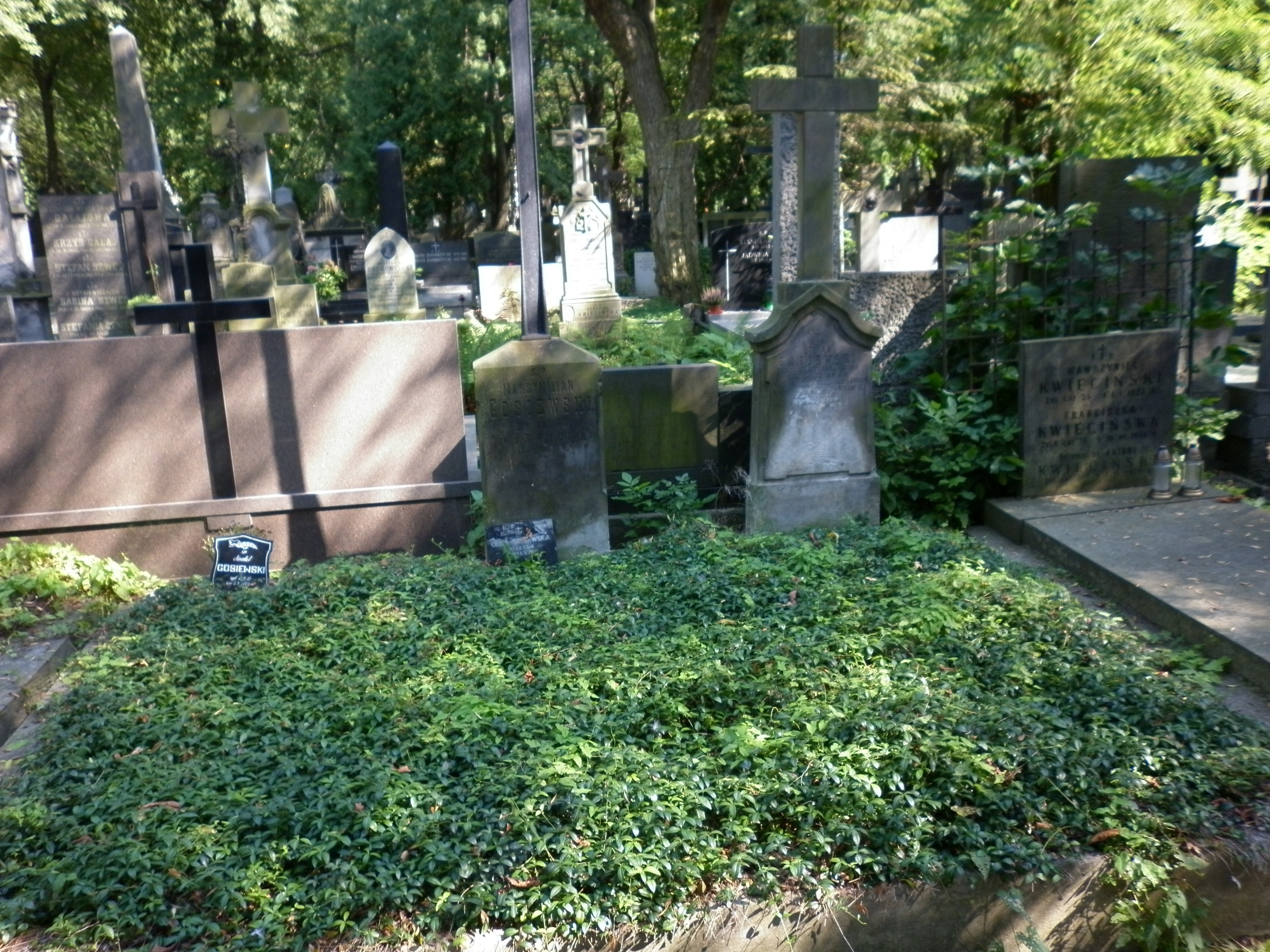
Grób Anatola Gosiewskiego na Starych Powązkach

Anatol Gosiewski (ur. 27 lutego 1928 w Warszawie, zm. 7 maja 2005 tamże) – polski inżynier elektronik, prof. dr. hab. inż. Politechniki Warszawskiej.

## Życiorys
Po złożeniu egzaminu dojrzałości w 1946 rozpoczął studia na Wydziale Elektrycznym Politechniki Warszawskiej, jako specjalizację wybrał miernictwo elektryczne. Pracę dyplomową obronił pod kierunkiem prof. Kazimierza Drewnowskiego (był jego ostatnim dyplomantem). Kontynuował naukę w Katedrze Miernictwa Elektrycznego u prof. Pawła Jana Nowackiego. W 1959 uzyskał stopień doktora, a pięć lat później nadano mu stopień doktora habilitowanego. W 1972 otrzymał tytuł profesora, a w 1992 profesora zwyczajnego. Od 1956 do przejścia na emeryturę w 2001 był związany zawodowo z Instytutem Automatyki i Informatyki Stosowanej. Od 1965 był związany z działalnością Polskiego Towarzystwa Elektrotechniki Teoretycznej i Stosowanej.
Anatol Gosiewski zmarł w wieku 77 lat i spoczywa na cmentarzu Powązkowskim w Warszawie (kw. 51-4-7/8/9).

## Dorobek naukowy
Wśród dorobku naukowego prof. Anatola Gosiewskiego znajduje się ponad pięćdziesiąt artykułów naukowych, trzy skrypty i jedna monografia. Ponadto przetłumaczył cztery opracowania naukowe, trzydzieści cztery ekspertyzy i opracowania oraz był redaktorem naukowym podręcznika akademickiego. Wiele z jego opracowań było publikowanych na łamach Polityki (1965), Nauki Polskiej (1975), Rocznika Towarzystwa Naukowego Warszawskiego (1991) oraz Pomiarów Automatyki Robotyki PAR (2001). 

### Odznaczenia
Działalność naukowa i edukacyjna była wielokrotnie nagradzana, ponadto profesor Gosiewski otrzymał:
- Krzyż Kawalerski Orderu Odrodzenia Polski,
- Medal Komisji Edukacji Narodowej,
- Medal SEP im. prof. Mieczysława Pożaryskiego,
- Złotą odznakę "Zasłużony dla Politechniki Warszawskiej"
- Złotą odznakę „Za zasługi dla rozwoju przemysłu maszynowego”.